# Stefan Lievestro

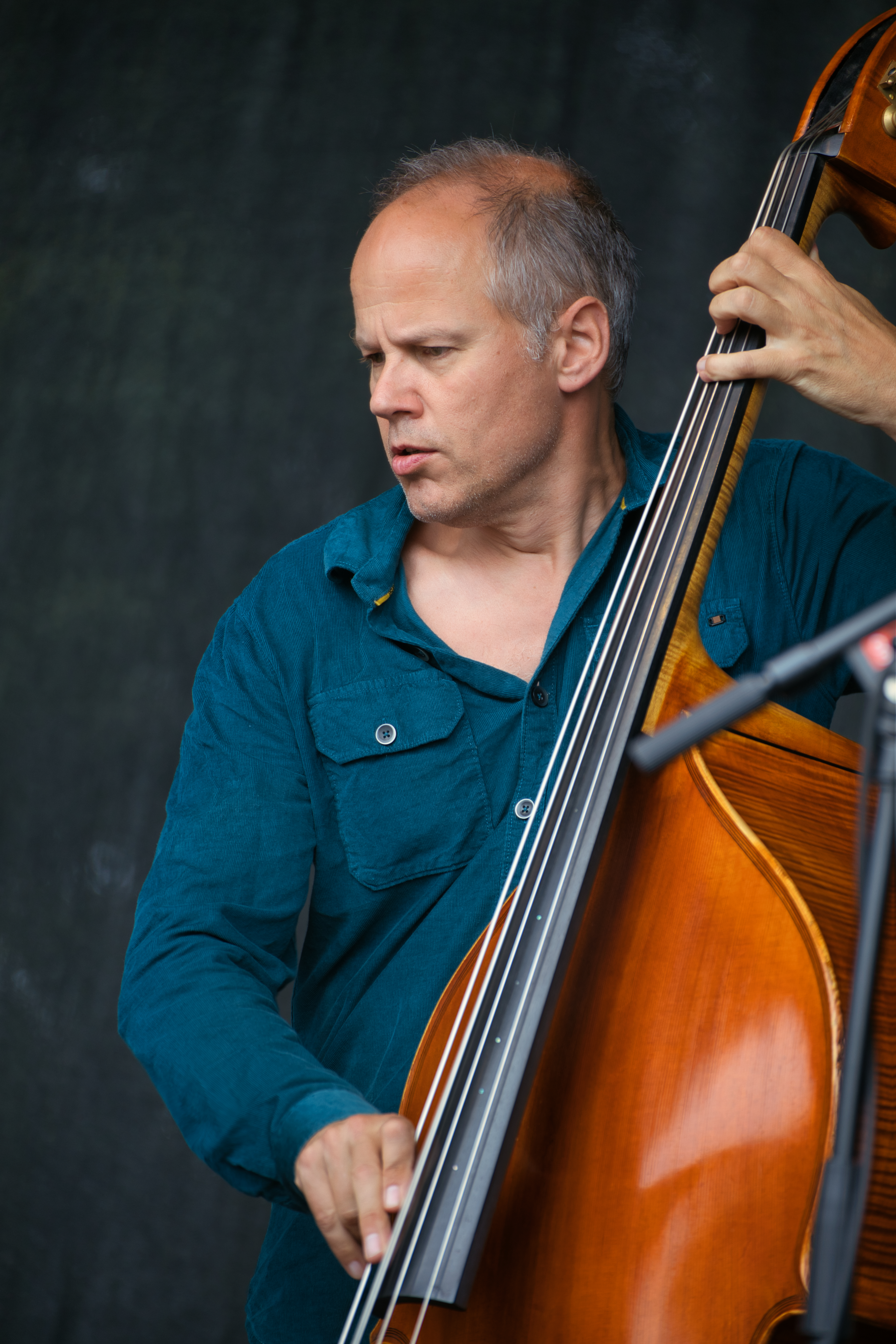
Stefan Lievestro auf dem INNtöne Jazzfestival 2024

Stefan Lievestro (* 1964 in Apeldoorn) ist ein niederländischer Jazzbassist.

## Leben und Wirken
Lievestro hatte ersten Klavierunterricht, als er acht Jahre alt war; er wechselte in der Sekundarschule über die Gitarre zum elektrischen und später zum akustischen Bass. 1989 beendete er ein Studium am Konservatorium von Hilversum summa cum laude. 1990 ermöglichte ihm ein Stipendium der niederländischen Regierung einen Studienaufenthalt bei Marc Johnson in New York. 1991 wurde er beim Karlovy Vary Jazz Festival als bester Solist ausgezeichnet.
In den folgenden Jahren arbeitete Lievestro mit Musikern wie Nat Adderley, Freddie Hubbard, Dee Dee Bridgewater, Jimmy Cobb, Philip Catherine, Art Porter, Spike Robinson, Stacy Rowles, Horace Parlan, Bob Berg, Myriam Alter und Ivan Paduart zusammen. 1996 spielte er seine ersten Soloaufnahmen mit eigenen Kompositionen ein, bei denen er von Gary Novak, dem Chick Corea Quartet, Thierry Eliez und Dee Dee Bridgewater begleitet wurde.
Lievestro leitet zwei eigene Bands: Lievestro6 (mit Jesse van Ruller, Harmen Fraanje, Jasper Blom, Mete Erker und Hans van Oosterhout), mit der er das Album Breakfast in Walhalla aufnahm, und Mona Lisa Overdrive (mit Arno Krijger, Hans van Oosterhout und Jesse van Ruller), mit der er Picknick at Bikini einspielte. Weiterhin gehört er zum Quartett und Trio von Jasper van’t Hof.
2005 wurde Lievestro in Amsterdam mit dem Deloitte Jazz Award ausgezeichnet. 2007 war er künstlerischer Leiter des Jazz International Festival in Rotterdam. Er unterrichtet Bass an der Hogeschool Gent und am Konservatorium von Rotterdam.